# Thomas Meyer (Mediziner)
Thomas Meyer (* 1967 in Berlin) ist ein deutscher Neurologe und Unternehmer. Nach dem Studium der Medizin an der Humboldt-Universität Berlin (1988 bis 1996) und einer Ausbildung zum Facharzt für Neurologie spezialisierte er sich auf die Amyotrophe Lateralsklerose (ALS). Im Jahr 2002 begründete er die Ambulanz für ALS und andere Motoneuronenerkrankungen an der Charité.
In den Jahren 2004 bis 2007 war er der behandelnde Neurologe von Jörg Immendorff, der an ALS litt und die Forschungsarbeiten an der Charité mit dem „Immendorff-Stipendium für ALS-Therapieforschung“ durch die Auktion eigener Kunstwerke unterstützte. Die Rolle Meyers in der Erkrankungsphase von Immendorff wird in dem Filmporträt Ich, Immendorff von Nicola Graef und in der Immendorff-Biographie von Hans Peter Riegel beschrieben. Immendorff und Meyer teilten das Bestreben, die seltene Erkrankung der ALS in das öffentliche Bewusstsein zu bringen. 2004 inspirierte er Christoph Schlingensief, die ALS in der Theaterproduktion „Kunst & Gemüse - Theater ALS Krankheit“ zu thematisieren, die an der Volksbühne am Rosa-Luxemburg-Platz inszeniert und zum 42. Berliner Theatertreffen 2005 nominiert wurde. Im Jahr 2007 erhielt Meyer eine außerplanmäßige Professur an der Charité. In den Jahren 2008 bis 2012 wurden seine Arbeiten durch den „Air Berlin Fonds für ALS-Forschung an der Charité“ gefördert, der von Joachim Hunold begründet wurde.
Seit dem Jahr 2011 leitet Meyer verschiedene Forschungsprojekte zum Managed Care bei der ALS, die von der Initiative „Hilfe für ALS-kranke Menschen“ finanziert werden. Diese Initiative unter Schirmherrschaft von Gerhard Schröder entstand durch Veranlassung von Jürgen Großmann, der Unterstützer aus der Politik (Klaus Theo Schröder, Ulla Schmidt, Detlef Prinz), Wissenschaft (Karl Max Einhäupl, Jörg Hacker, Bettina Schöne-Seifert) und Kunst (Anselm Kiefer, Markus Lüpertz) gewinnen konnte.
Im März 2011 gründete Meyer gemeinsam mit dem Neurologen Christoph Münch das Internetportal AmbulanzPartner, mit dem die ambulante Behandlung komplexer und schwerer Erkrankungen koordiniert wird.